# Stroncone
Stroncone is een gemeente in de Italiaanse provincie Terni (regio Umbrië) en telt 4698 inwoners (31-12-2004). De oppervlakte bedraagt 71,4 km², de bevolkingsdichtheid is 66 inwoners per km².
De volgende frazioni maken deel uit van de gemeente: Vasciano, Aguzzo, Finocchieto, Coppe.

## Demografie
Stroncone telt ongeveer 2041 huishoudens. Het aantal inwoners steeg in de periode 1991-2001 met 3,8% volgens cijfers uit de tienjaarlijkse volkstellingen van ISTAT.
| Jaar | Inwoneraantal |
| ---- | ------------- |
| 1991 | 4252          |
| 2001 | 4414          |

## Geografie
De gemeente ligt op ongeveer 451 m boven zeeniveau.
Stroncone grenst aan de volgende gemeenten: Calvi dell'Umbria, Configni (RI), Cottanello (RI), Greccio (RI), Narni, Otricoli, Rieti (RI), Terni.